# José Font Marimont
José Font Marimont (Puigcerdá, 1839-Sevilla, 1898) fue un músico y compositor español nacido en Cataluña y afincado en Sevilla, ciudad donde desarrolló gran parte de su actividad artística. Había ingresado en el Ejército el 16 de noviembre de 1855, y asumió el cargo de músico mayor militar el 13 de febrero de 1875 tras haber realizado las correspondientes oposiciones. En 1883 era músico mayor del Regimiento nº 9 de Infantería. Notable compositor e intérprete de Giuseppe Verdi, se trasladó en 1876 a Andalucía donde se constituyó en el iniciador de la saga musical de los Font, continuada por su hijo Manuel Font Fernández de la Herranz y sus nietos José Font de Anta y Manuel Font de Anta. Fue destinado como director a la banda militar del Regimiento Soria, número 9 de Sevilla. A lo largo de su vida escribió numerosas composiciones de diferentes géneros y estilos con las que alcanzó gran popularidad, entre ellas marchas procesionales para la Semana Santa de Sevilla, destacando la titulada Quinta Angustia dedicada a la hermandad del mismo nombre. Esta marcha procesional marcó los cánones estructurales de este tipo de obras, los cuales fueron seguidos posteriormente por otros compositores, dividiendo la marcha en una introducción, un primer tema, un segundo tema o central, una repetición del primer tema o parte de él, para finalizar con el tercer tema. 